# Katrin Blume
Katrin Blume (* 14. November 1985 in Potsdam) ist eine ehemalige deutsche Schauspielerin. Bekanntheit erlangte sie 1998 als Schauspielerin in der 1. und 2. Staffel der Kinder- und Jugendserie Schloss Einstein. 

## Leben und Karriere
Blume wurde mit zwölf Jahren in Deutschland durch ihre Hauptrolle als Alexandra Wilde in der Kinder- und Jugendserie Schloss Einstein bekannt. Sie gehörte zwischen 1998 und 2001 (Folge 1–194) zur ersten Schülergeneration und war die Schauspielerin der ersten Generation, die am längsten bei Schloss Einstein mitspielte. 1998 und 1999 war sie zusätzlich in den zehn Hörbüchern zur Serie als Alexandra Wilde zu hören. Nach ihrem Ausstieg aus der Serie spielte sie im Jahr 2001 die Rolle der Sigi in dem Theaterstück Voll auf der Rolle – Aufstand der Anständigen in Bielefeld, Steinheim und Nieheim, einem Projekt gegen Ausländerfeindlichkeit und Rassismus. 2002, 2003 und 2005 kehrte Blume für Kurzauftritte in ihrer Rolle als Alexandra Wilde zu Schloss Einstein zurück.
Inzwischen hat sich Blume aus der Öffentlichkeit zurückgezogen und ist nicht mehr als Schauspielerin tätig. Sie studierte bis 2007 an der Frankfurt School of Finance & Management Bank-, Versicherungs- und Finanzwesen. Seit Abschluss ihres Studiums ist sie sowohl im Bereich Controlling als auch im Human Resources in Unternehmen tätig.

## Filmografie
Fernsehen
- 1998–2001, 2002, 2003, 2005: Schloss Einstein (Serienhauptrolle als Alexandra Wilde)

Theater
- 2001: Voll auf der Rolle – Aufstand der Anständigen (Hauptrolle Sigi)

## Hörbücher
- 1998–1999: Schloss Einstein, Folgen 1–10 (als Alexandra Wilde)

## Auszeichnungen
- 1999: Goldener Spatz beim Deutschen Kinder-Film & Fernsehfestivals, an die Serie Schloss Einstein
- 1999: Goldener Telix der Fernsehzeitschrift Gong in der Kategorie Serie oder Film mit Schauspielern, an die Serie Schloss Einstein